# Internationaler Militärgerichtshof für den Fernen Osten

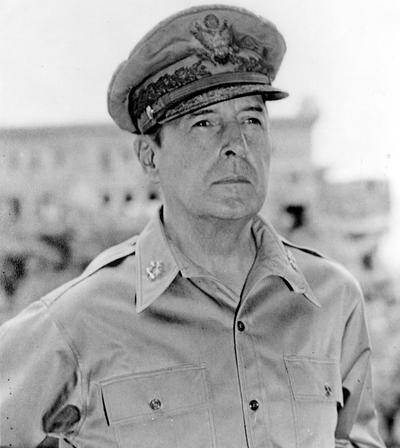
Douglas MacArthur (Aufnahme undatiert)

Der Internationale Militärgerichtshof für den Fernen Osten, engl. International Military Tribunal for the Far East (IMTFE) war ein im Auftrag der Far Eastern Commission aufgrund einer Special Proclamation des alliierten Oberbefehlshabers für Japan, General Douglas MacArthur vom 19. Januar 1946 errichtetes Ad-hoc-Gericht mit Sitz in Tokio. Es führte vom 29. April 1946 bis 12. November 1948 den Tokioter Prozess gegen 28 japanische militärische und politische Führer nach Ende des Pazifikkriegs durch.
Neben dem Internationalen Gerichtshof für die Nürnberger Prozess gegen die Hauptkriegsverbrecher war Internationale Militärgerichtshof für den Fernen Osten der zweite Versuch, eine völkerstrafrechtliche Antwort auf die von den Kriegsparteien während des Zweiten Weltkriegs begangenen Verbrechen zu finden und damit ebenfalls Vorläufer für den 1998 gegründeten Internationalen Strafgerichtshof (IStGH).

## Zuständigkeit
Das Gericht sollte die Hauptkriegsverbrecher im Fernen Osten (major war criminals) vor Gericht stellen und bestrafen. Seiner Gerichtsbarkeit unterstanden diejenigen fernöstliche Kriegsverbrecher, denen vor einem internationalen Gericht der Prozess gemacht werden sollte. Gegen Kriegsverbrecher, deren Taten lokal zugeordnet werden konnten, wurde dagegen vor US-Militärgerichten in Yokohama, China, auf Guam, in Indochina, Manila, Neuguinea, Niederländisch-Indien, Shanghai und Singapur verhandelt.
Zu den angeklagten Straftaten gehörten Verbrechen gegen den Frieden, ferner konventionelle Kriegsverbrechen, nämlich Verstöße gegen die Gesetze oder Gebräuche des Krieges und Verbrechen gegen die Menschlichkeit wie Mord, Ausrottung, Versklavung, Deportation und andere unmenschliche Handlungen an der Zivilbevölkerung vor oder während des Krieges.
Das Gericht durfte
- Zeugen zur Verhandlung vorladen, sie zur Teilnahme und Aussage aufzufordern und sie zu befragen,
- jeden Angeklagten vernehmen und eine Stellungnahme zu seiner Weigerung, eine Frage zu beantworten, zulassen,
- die Vorlage von Urkunden und anderen Beweismitteln verlangen,
- von jedem Zeugen einen Eid, eine Bekräftigung oder eine andere Erklärung verlangen, wie sie im Land des Zeugen üblich ist, und Eide abzunehmen,
- Beamten zur Durchführung aller vom Tribunal zugewiesenen Aufgaben ernennen, einschließlich der Befugnis, Beweise im Auftrag aufzunehmen.

Im Falle einer Verurteilung konnte es die Todesstrafe oder eine andere Strafe verhängen, die es für gerecht erachtete. Eine Überprüfung der Urteile war nur durch den Oberbefehlshaber der Alliierten Mächte, der zugleich Gerichtspräsident war, vorgesehen.

## Besetzung
Das Tribunal sollte aus mindestens sechs und höchstens elf Mitgliedern bestehen, die vom Oberbefehlshaber der Alliierten Mächte aus den von den Unterzeichnern der Kapitulationserklärung, Indien und dem Commonwealth der Philippinen eingereichten Namen (Hauptsiegermächte des Pazifikkrieges) ernannt werden.

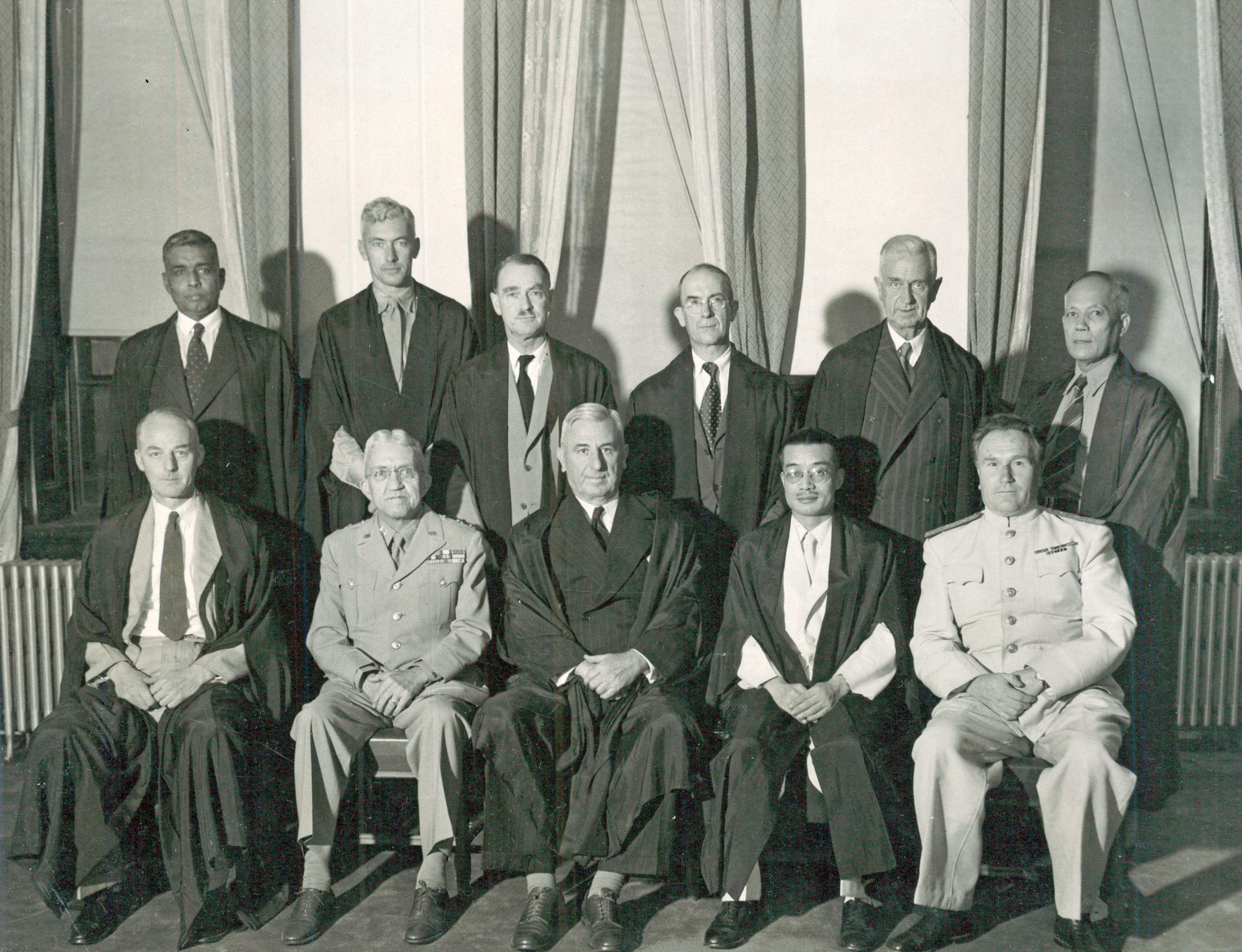
Die von General MacArthur ernannten Richter, 29. Juli 1946

General MacArthur ernannte folgende elf Richter:
- William F. Webb (Australien), Vorsitzender
- John Patrick Higgins (USA); nach seinem Ausscheiden ersetzt durch Myron C. Cramer
- Edward Stuart McDougall (Kanada)
- Erima Harvey Northcroft (Neuseeland)
- William Donald Patrick (Großbritannien)
- Henri Bernard (Frankreich)
- Bert Röling (Niederlande)
- Iwan Michejewitsch Sarjanow (Sowjetunion)
- Mei Ju-ao (China)
- Radhabinod Pal (Indien) und
- Delfin Jaranilla (Philippinen).

## Verfahren
Das Verfahren war in der Charter of the International Military Tribunal for the Far East, entworfen von dem späteren amerikanischen Hauptankläger Joseph B. Keenan, nur lückenhaft geregelt und stellte eine Mischung aus anglo-amerikanischen und kontinentaleuropäischen Verfahrensregeln dar. Diese unvollständige Regelung sollte während des Prozesses zu zahlreichen Kontroversen in der Richterschaft führen.
Insbesondere die Regelung, dass nicht stets alle Gerichtsmitglieder während der Verhandlungen anwesend sein mussten, für die Beschlussfähigkeit bereits die Anwesenheit der Mehrheit aller Mitglieder ausreichte und selbst die Todesurteile nicht einstimmig gefasst zu werden brauchten, wurde von Henri Bernard, Bert Röling und Radhabinod Pal im Nachhinein als nicht rechtsstaatlich kritisiert.

## Kritik
Der japanische Kaiser, Tenno Hirohito, und die übrigen Mitglieder der Kaiserfamilie wurden von der Strafverfolgung ausgenommen, obwohl der Krieg im Namen des Kaisers geführt worden war und viele Offiziere und Soldaten sich durch seine Göttlichkeit in ihren Taten legitimiert fühlten. Die Glaubwürdigkeit des Gerichts litt auch durch die Immunität für den japanischen Arzt Shiro Ishii und seine Mitarbeiter der Einheit 731.
Nach Ansicht des Nürnberger Chefanklägers Telford Taylor gingen die Kriegsverbrechen in Japan im Gegensatz zum NS-Staat nicht auf Befehle der politischen Führung zurück, weshalb man die politische Führung in Japan nicht hätte anklagen dürfen.